# Бранд, Эрна
Эрна Бранд (нем. Erna Brand, публиковалась также под фамилией Бранд-Зельтай, нем. Brand-Seltei; 19 июля 1895, Лигист — 31 августа 1984) — немецкий музыковед.
В 1931 г. опубликовала обширную биографию певицы Аглаи Оргени «Аглая Оргени. Жизнь великой певицы» (нем. Aglaja Orgeni, Das Leben einer großen Sängerin), построенную на пространном цитировании её писем и дневников, с предисловием театроведа Э. Л. Шталя. В дальнейшем занималась изучением биографии Макса Регера, выпустила монографию «Макс Регер в родительском доме» (нем. Max Reger im Elternhaus; 1938), переиздана под названием «Макс Регер. Годы детства» (нем. Max Reger: Jahre der Kindheit; 1968).
Основной труд Бранд — фундаментальная монография «Бельканто. Культурная история певческого искусства» (нем. Belcanto. Eine Kulturgeschichte der Gesangskunst; 1972).